# Hugo Colace
Hugo Roberto Colace (ur. 6 stycznia 1984 w Buenos Aires) – argentyński piłkarz pochodzenia włoskiego występujący najczęściej na pozycji defensywnego pomocnika.

## Kariera klubowa
Colace pochodzi ze stołecznego miasta Buenos Aires i jest wychowankiem tamtejszego zespołu Argentinos Juniors. W argentyńskiej Primera División zadebiutował w wieku 17 lat, 19 października 2001 w przegranym 0:2 spotkaniu z Vélezem Sarsfield. Po swoim premierowych rozgrywkach – 2001/2002 – spadł z Argentinos do drugiej ligi argentyńskiej – Primera B Nacional, jednak już po dwóch sezonach powrócił do najwyższej klasy rozgrywkowej. Latem 2005 przeszedł do zespołu Newell’s Old Boys z siedzibą w mieście Rosario, gdzie strzelił swojego pierwszego gola w najwyższej klasie rozgrywkowej – 27 listopada 2005 w wygranej 3:0 konfrontacji ze swoim macierzystym klubem, Argentinos Juniors. W barwach Newell’s wziął także udział w pierwszym międzynarodowym turnieju w swojej karierze – Copa Libertadores 2006, gdzie zdobył dwie bramki w sześciu spotkaniach i doszedł ze swoją ekipą do 1/8 finału.
Wiosną 2007 Colace na zasadzie półrocznego wypożyczenia zasilił zespół Estudiantes La Plata, gdzie wystąpił w pięciu ligowych meczach i pomógł drużynie w zajęciu trzeciego miejsca w tabeli sezonu Clausura 2007. Drugą połowę roku i wiosnę 2008 spędził na wypożyczeniu w brazylijskim CR Flamengo, gdzie pierwszy mecz rozegrał 23 września 2007 w zremisowanym 2:2 ligowym pojedynku z EC Juventude. Nie potrafił sobie jednak wywalczyć miejsca w wyjściowej jedenastce ekipy z Rio de Janeiro i rozegrał jedynie cztery spotkania w Campeonato Brasileiro.
Latem 2008 Colace za sumę 240 tysięcy euro przeszedł do angielskiego drugoligowca Barnsley F.C., podpisując z nim trzyletnią umowę. Szybko został podstawowym zawodnikiem drużyny i w Championship zadebiutował 13 września 2008 w przegranym 0:1 meczu z Blackpool; pierwszego gola strzelił za to 9 grudnia 2009 w zremisowanej 1:1 konfrontacji z Scunthorpe United. Ogółem w rozgrywkach ligowych 2009/2010 strzelił siedem goli w 42 spotkaniach i został wybrany przez kibiców najlepszym zawodnikiem Barnsley w sezonie.
Po sezonie 2010/2011 Colace nie zdecydował się przedłużyć umowy z Barnsley i na zasadzie wolnego transferu odszedł do meksykańskiej ekipy Tecos UAG z siedzibą w mieście Guadalajara. W meksykańskiej Primera División zadebiutował 22 czerwca 2011 w przegranym 1:2 pojedynku z Tolucą, a po raz pierwszy na listę strzelców wpisał się 18 września tego samego roku w wygranym 2:0 meczu z Tijuaną.
| Sezon     | Klub                 | Kraj      | Rozgrywki        | Mecze | Bramki | Rozgrywki Europy | Mecze | Bramki |
| --------- | -------------------- | --------- | ---------------- | ----- | ------ | ---------------- | ----- | ------ |
| 2001/2002 | Argentinos Juniors   | Argentyna | Primera División | 8     | 0      | -                | -     | -      |
| 2002/2003 | Argentinos Juniors   | Argentyna | Primera B        | 17    | 0      | -                | -     | -      |
| 2003/2004 | Argentinos Juniors   | Argentyna | Primera B        | 7     | 0      | -                | -     | -      |
| 2004/2005 | Argentinos Juniors   | Argentyna | Primera División | 4     | 0      | -                | -     | -      |
| 2005/2006 | Newell’s Old Boys    | Argentyna | Primera División | 19    | 1      | -                | -     | -      |
| 2006/2007 | Newell’s Old Boys    | Argentyna | Primera División | 13    | 0      | -                | -     | -      |
| 2006/2007 | Estudiantes La Plata | Argentyna | Primera División | 5     | 0      | -                | -     | -      |
| 2007      | CR Flamengo          | Brazylia  | Serie A          | 4     | 0      | -                | -     | -      |
| 2008      | CR Flamengo          | Brazylia  | Serie A          | 0     | 0      | -                | -     | -      |
| 2008/2009 | Barnsley F.C.        | Anglia    | Division One     | 34    | 0      | -                | -     | -      |
| 2009/2010 | Barnsley F.C.        | Anglia    | Division One     | 41    | 7      | -                | -     | -      |
| 2010/2011 | Barnsley F.C.        | Anglia    | Division One     | 26    | 1      | -                | -     | -      |
| 2011/2012 | Tecos UAG            | Meksyk    | Primera División | 21    | 1      | -                | -     | -      |
| 2011/2012 | AJ Auxerre           | Francja   | Ligue 1          | 3     | 0      | -                | -     | -      |

Stan na: 4 stycznia 2013 r.

## Kariera reprezentacyjna
W 2001 roku Colace został powołany przez selekcjonera Hugo Tocalliego do reprezentacji Argentyny U–17 na Młodzieżowe Mistrzostwa Świata w Trynidadzie i Tobago. Był wówczas podstawowym graczem zespołu i wystąpił we wszystkich pięciu meczach, dwukrotnie wpisując się na listę strzelców po strzałach z rzutów karnych. Młodzi Argentyńczycy ostatecznie odpadli w półfinale.
Dwa lata później Colace znów znalazł się w składzie kadry młodzieżowej, tym razem reprezentacji Argentyny U–20, na Mistrzostwa Świata w Zjednoczonych Emiratach Arabskich. Tam pełnił rolę kapitana swojej ekipy, rozgrywając siedem spotkań, natomiast Argentyna z piłkarzami takimi jak Javier Mascherano czy Carlos Tévez w składzie zakończyła swój udział w turnieju w półfinale.